# Melphidippella macra
Melphidippella macra är en kräftdjursart som först beskrevs av Norman 1869.  Melphidippella macra ingår i släktet Melphidippella och familjen Melphidippidae. Arten är reproducerande i Sverige. Inga underarter finns listade i Catalogue of Life.